# Nils Mortimer
Nils Mortimer (født 11. juni 2001) er en spansk fodboldspiller, der spiller for Granada II.
Mortimer er fra Malaga.

## Karriere
Mortimer har haft hele sin ungdomskarriere på akademiet hos FC Barcelona, hvor han kom til som 12-årig. Mortimer har spillet på alle FC Barcelonas ungdomshold, men nåede aldrig at få officielle førsteholdskampe.
Mortimer har også spillet ungdomslandskampe for Spanien.
Mortimer kom til Viborg FF i sommeren 2022 og underskrev en kontrakt frem til 2025.